# Порошкова фарба

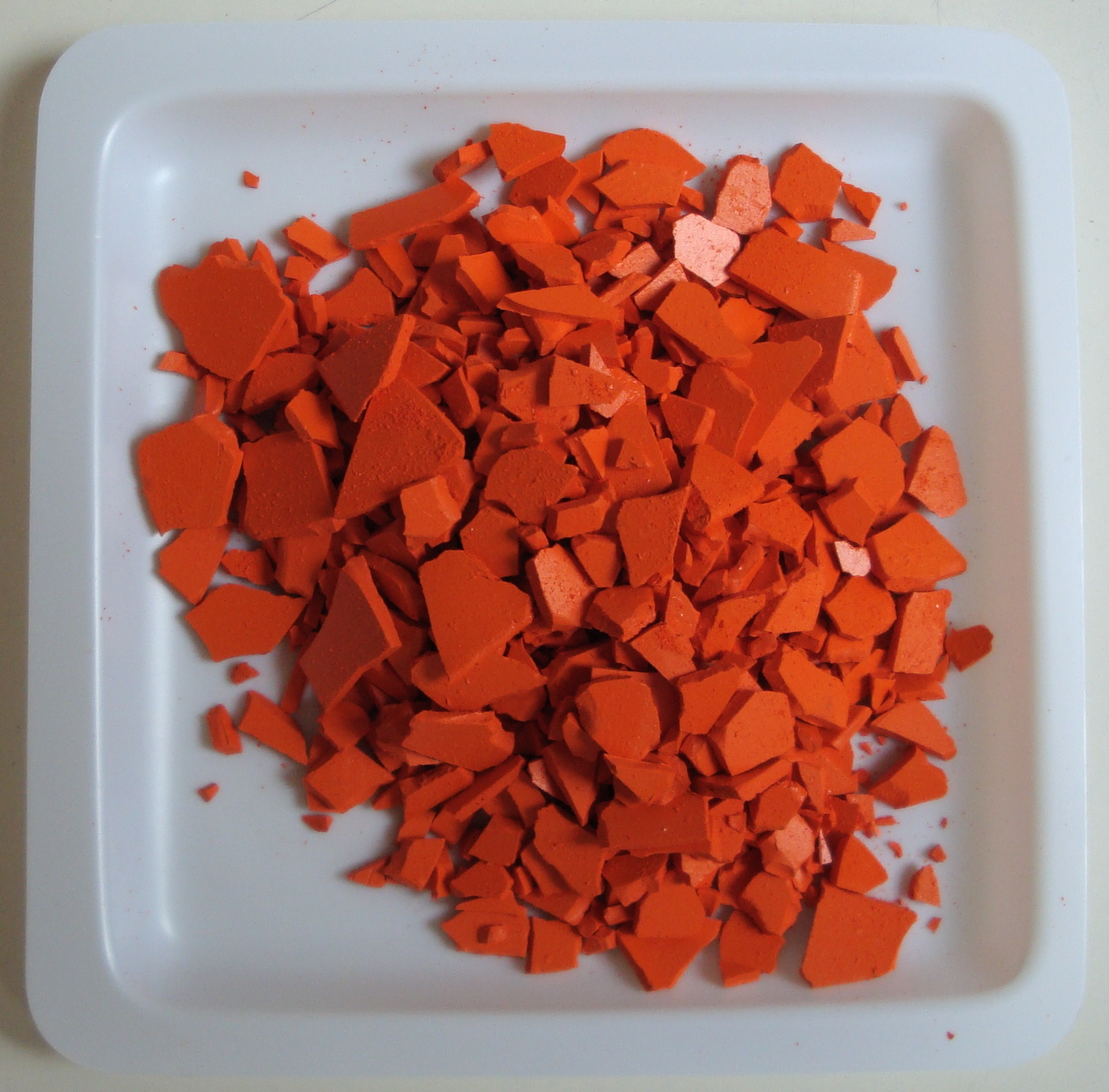
Чипси порошкової фарби

Порошкова фарба — це дрібний сухий порошок, створений як альтернатива рідким лакофарбовим матеріалам.
До складу порошку входять плівкоутворювачі (смоли), затверджувачі, наповнювачі та пігментні додатки. Компоненти змішують в розплаві, після цього подрібнюють. Сам порошок не потребує ніякої підготовки перед нанесенням. Ця фарба екологічна, до її складу не входить жодних шкідливих хімікатів. Більшість фарб мають сертифікат “ЕКО”.
Для формування покриття необхідно нагрівати вироби до температури вище 100 градусів, тому наносити порошкову фарбу можна тільки на термостійкі матеріали (метали, деякі види пластмас, кераміка, дерево)

## Історія виникнення
Порошкову фарбу розробили наприкінці 50-х років минулого століття з метою підвищити якість покриття, забезпечити захист фарбованим виробам, зменшити витрати на фарбування та знизити екологічну шкоду.
В 1950-1955 роках в Німеччині почали видаватися перші патенти на використання порошкової технології.
В 1960-х роках була розроблена система анодування. З’явилися фарби з ефектом “металік” та високою стійкістю до зовнішніх впливів.
Перші електростатичні розпилювачі почали випускатися в 1963 році в Європі.
Різновиди порошкової фарби почали з’являтися в 1965 році. Спершу винайшли епоксидну фарбу. В 1968-1972 роках почали робити фарбу на основі поліестеру, епоксидної смоли та акрилу для декоративного фарбування.
Перший завод із виробництва порошкової фарби з’явився в 1974 році в США.

## Групи порошкових фарб
Є дві групи порошкових фарб:
- Термопластичні
- Термоактивні

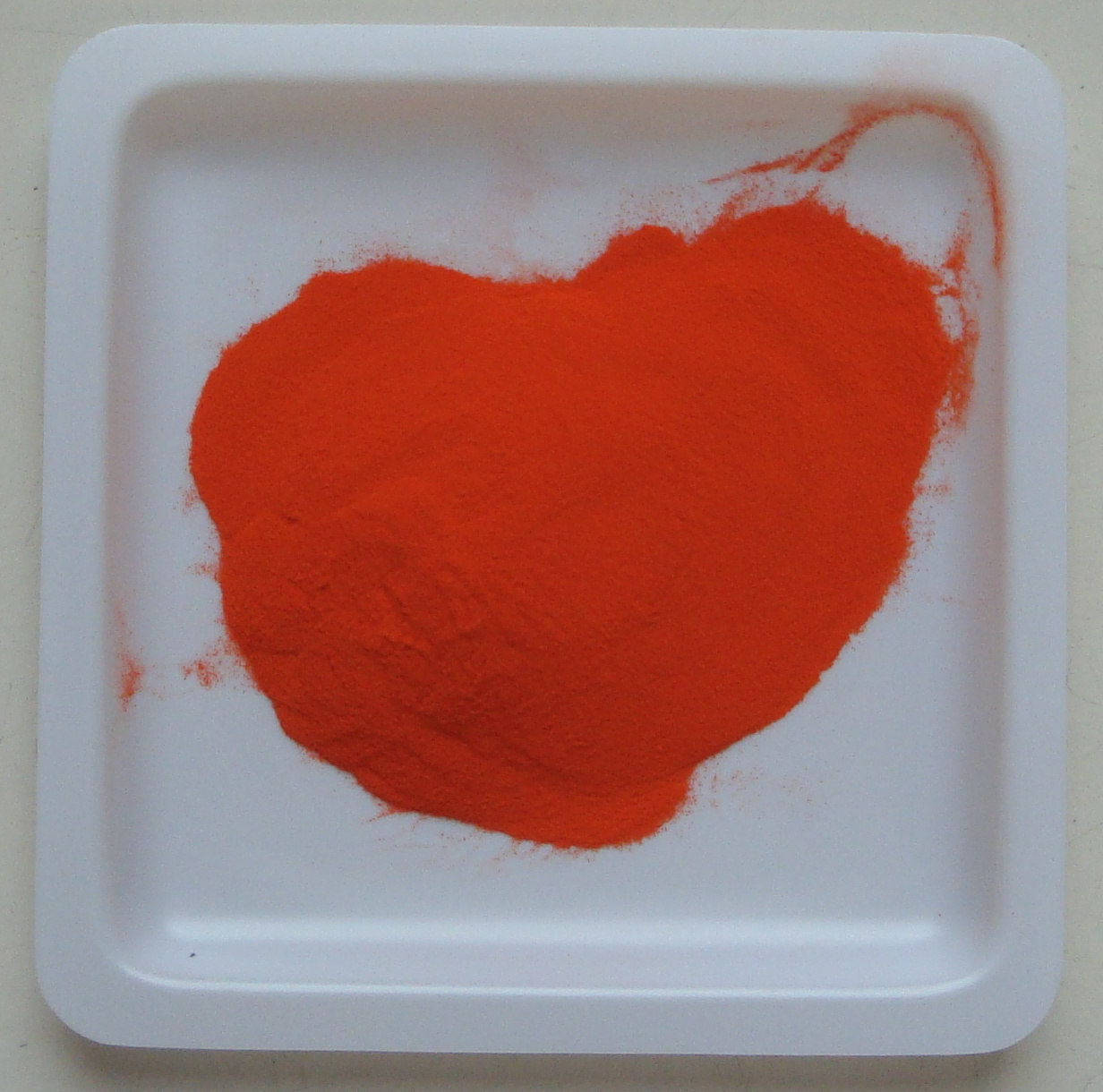
Порошкова фарба

Термопластичні утворюють покриття без хімічних перетворень за рахунок плавлення часток. Ці покриття термопластичні і часто розчинні.
Термоактивні формують покриття як в результаті плавлення часток, так і хімічних реакцій. Ці покриття не плавляться та не розчиняються.

## Класифікація
Порошкова фарба розрізняється за типом утворювача плівки, фактурою покриття та призначенням.

### Види порошкової фарби за типом утворювача плівки
- Полівінілхлоридні
- Поліамідні
- Полівінілбутиральні
- На основі поліефілінів (поліетилен, поліпропілен)
- Епоксидні
- Поліефірні
- Поліакрилатні

Перші чотири види входять в групу термопластичних фарб. Інші - термоактивні.
Полівінілбутиральні фарби застосовуються для фарбування, захисту, електроізоляції, бензостійкості та абразивостійкості об’єктів, розташованих всередині приміщення. Вони витримують вплив водних та сольових середовищ при кімнатній температурі.
Полівінілхлоридні утворюють покриття, стійкі до дії миючих засобів та впливу атмосферних явищ. Їх використовують для фарбування виробів, розміщених всередині приміщень і зовні.
Поліамідні мають високу твердість та міцність, стійки до стирання та розчинників. Використовується для внутрішніх та зовнішніх робіт.
Порошкові фарби на основі поліефінів призначені для захисту поверхонь. Вони мають хороші фізико-механічні, антикорозійні та електроізоляційні властивості. Але ці фарби можуть розтікатися та піддаються впливу зовнішніх факторів.
Епоксидні призначені для фарбування виробів, які піддаються впливу хімічних реагентів і корозійно-активних середовищ.
Поліефірними фарбами покривають вироби, які піддаються впливу ультрафіолету та великим атмосферним навантаженням.
Епоксі-поліефірні використовуються для нанесення на металеві вироби, розташовані всередині приміщень.
Поліуретанові фарби виконують захисно-декоративні функції. Вони роблять фактуру покриттю.

### Види порошкової фарби за фактурою покриття
- Гладкі
- Структуровані (шагрень, апельсинова шкірка, молоткова емаль, антік, лагуна, крокодилова шкіра).

### Види порошкової фарби за призначенням
- для зовнішніх робіт
- для внутрішніх робіт[3]

## Сфери застосування

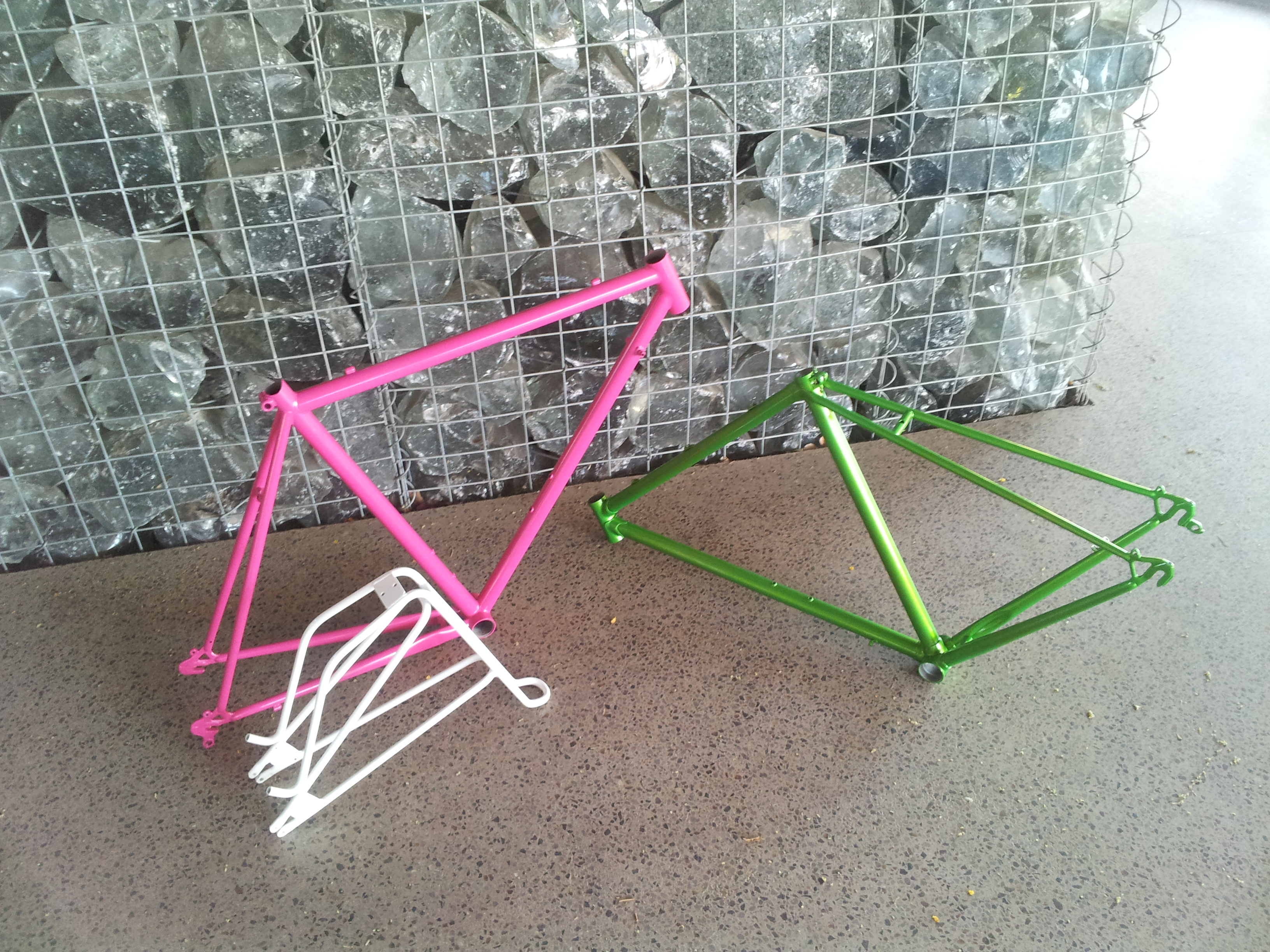
Деталі пофарбовані порошковою фарбою

Сфери застосування порошкової фарби:
- вироби з алюмінієвого профілю (вікна, профілі, фасади);
- автомобілебудування (диски коліс, причепи, масляні фільтри);
- агробізнес (механізми для тракторів, плуги, сівалки);
- металеві меблі (столи, стільці, барні стійки, меблі для офісу/дому, лавки);
- побутова техніка (холодильники, пральні машини, посудомийні машини, кухонні електроприлади);
- декор (горщики, поріжки, підставки);
- торговельне обладнання (вітрини, торговельні стелажі, касові бокси);
- майданчики (спортивні, дитячі);
- двері;
- котли;
- вендінгове обладнання (автомати з продажу товарів);
- будівельні ліса.

## Переваги та недоліки
| Переваги                                                                   | Недоліки                                                                                            |
| Повна готовність до нанесення - не потрібна ніяка підготовка чи розчинення | Можна обробляти тільки термостійкі поверхні або вироби, які витримують високі температури від 160С. |
| Можливість легко виправити дефекти нанесення                               | Необхідне спеціальне обладнання для нанесення фарби                                                 |
| Вартість фарбування нижча, ніж у рідких фарб                               | Виріб, який потрібно пофарбувати, повинен вміщатися в печі                                          |
| Екологічність та стійкість до зовнішнього впливу                           | |

## Обладнання для нанесення порошкової фарби
Наносити фарбу можна в компактних установках або на поточних технологічних лініях.
Комплект основного обладнання для електростатичного нанесення фарби включає: розпилювальну камеру, розпилювач, живильник та установку рекуперації.
Розпилювальна камера відгороджує зону розпилення від приміщення цеху. Вони бувають стаціонарними і рухомими, тупиковими і прохідними, одно- і двоходовими.
Установки рекуперації призначені для вловлювання не осівшої на виробі фарби і повернення її у виробничий цикл.
Розпилювачі потрібно безпосередньо для нанесення фарби на виріб. Принцип їхньої роботи полягає в електризації часток фарби, які потрапляють на матеріал та закріплюються на ньому.  Вони відрізняються за конструкцією, принципом роботи, способу підводу високої напруги, подачі та зарядки порошкового матеріалу. Є два основних типи розпилювачів: трібо та коронного типу. Перший електризує фарбу шляхом тертя, другий з допомогою генератора.
Призначення живильника - дозування і подача порошкової фарби в розпилювач. Він працює за принципом ежекційного відбору порошка повітрям та утворення аерозавесі з визначеним вмістом твердих часток.
Апарат також можуть комплектувати віброситом. Це прилад для просіювання фарби, яка надходить із системи рекуперації.

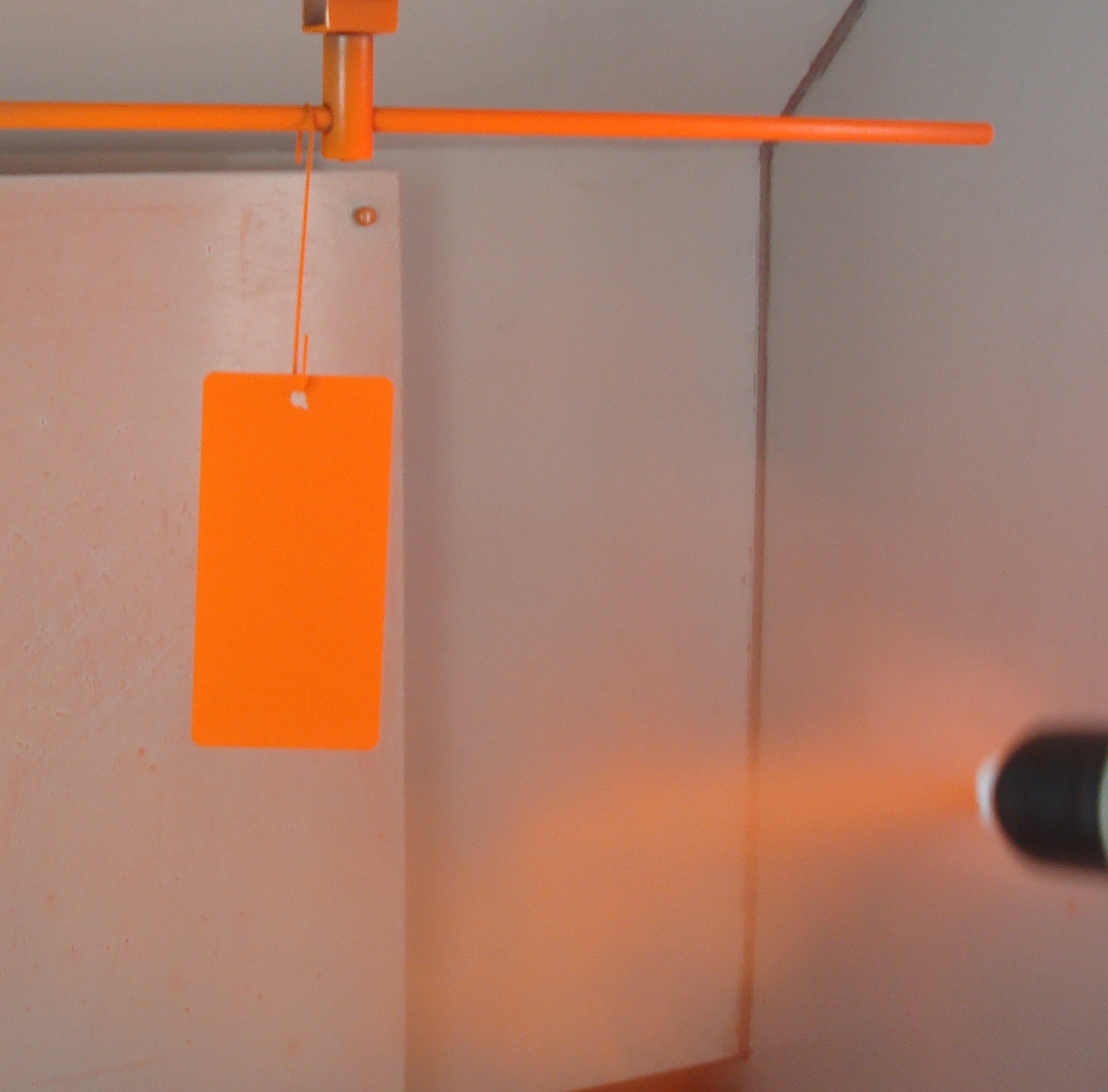
Нанесення порошкової фарби

## Технологія нанесення порошкової фарби
Технологія порошкового фарбування складається з трьох основних етапів: 
1. Підготовка виробу. Виріб миють різними миючими засобами, які містять фосфати заліза і цинка. Процес підготовки також називають фосфатуванням, хроматуванням або пасируванням. Метал обробляють піском або залізним дробом в спеціальній машині. Оброблений виріб сушать та відправляють на фарбування.
2. Напилення порошкової фарби. Фарбу наносять на заздалегідь заземлений виріб в спеціальній камері ручним або автоматичним розпилювачем.
3. Оплавлення та полімеризація порошкового покриття в спеціальній печі. Після нанесення фарби виріб поміщають в піч, де при температурі 150-220 градусів фарба розплавляється і через 15-20 хвилин утворює полімерне покриття.